# Arte tanbo

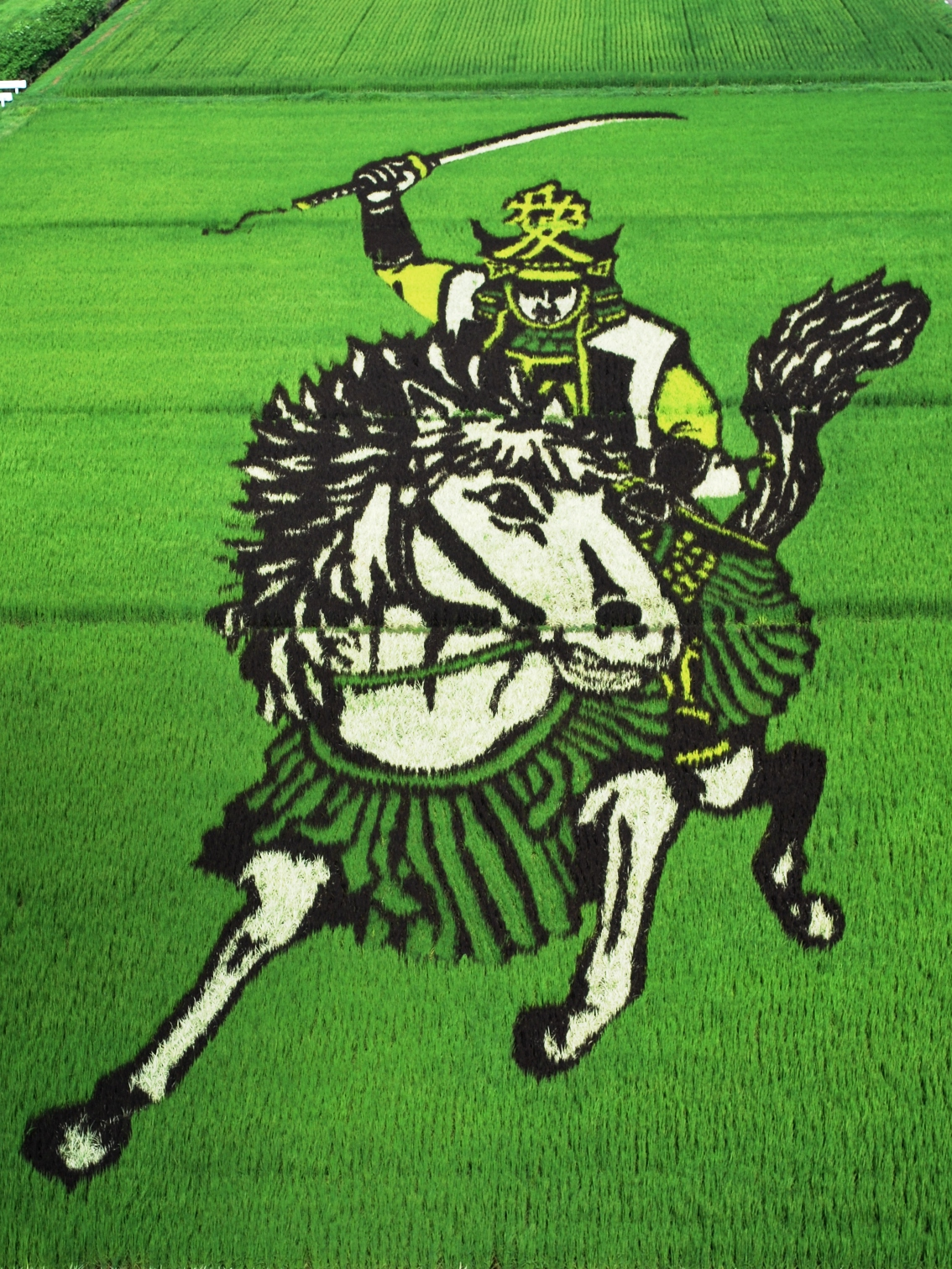
Immagine di Naoe Kanetsugu realizzata con diverse varietà di riso

L'arte tanbo (in lingua giapponese 田んぼアート?, tanbo āto, letteralmente "arte della risaia") è una tipologia di land art originaria dell'isola di Honshū, nel Giappone settentrionale. Diverse varietà di riso vengono piantate per creare, sfruttando le differenti tonalità di colore del fogliame all'interno della risaia, immagini artistiche di grandi dimensioni, illustrando anche temi del patrimonio culturale nazionale.
Ideata e realizzata dagli abitanti del villaggio di Inakadate, situato a circa 25 km a sud-ovest di Aomori, capitale dell'omonima prefettura, l'arte della risaia si è sviluppata e diffusa, già a metà degli anni 2000, in tutto il Giappone, in altri paesi asiatici a forte tradizione risicola come Cina, Corea del Sud, Taiwan, Filippine e altre parti del mondo, tra cui la Francia e l'Italia
Molti villaggi giapponesi trovano, grazie alla realizzazione e manutenzione delle opere d'arte tanbo nel loro territorio, un'opportunità per sviluppare il turismo al fine di mantenere un'economia locale oramai in declino a causa dell'invecchiamento della popolazione residente.

## Storia

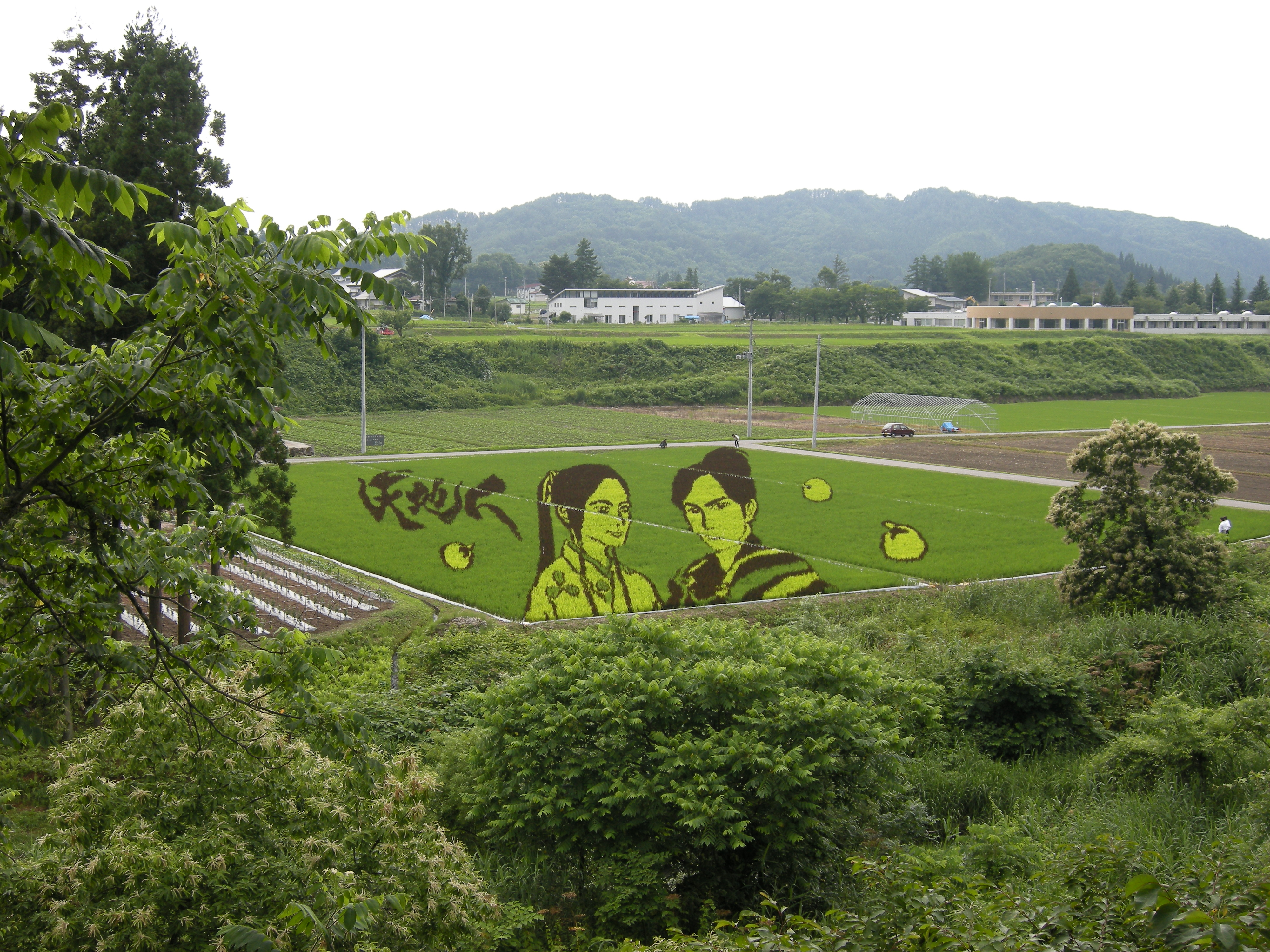
Arte tanbo a Yonezawa, Prefettura di Yamagata

### Contesto
Il villaggio di Inakadate si trova sull'isola di Honshū, nella prefettura di Aomori, circa 555 km a nord-est di Tokyo. Nel 1981, durante la costruzione di una strada nei pressi del villaggio, vennero scoperte nel cantiere alcune tracce di antiche risaie: gli scavi archeologici hanno dimostrano che il riso era coltivato nella regione da oltre 2000 anni. Il luogo, chiamato "Tareyanagil 1", è stato classificato come sito storico nazionale l'11 aprile 2000 e comprende resti di risaie del periodo Yayoi (400-250 a.C.). La datazione degli arredi archeologici del sito evidenzia l'esistenza di una cultura del riso nel nord del Giappone già nel I secolo d. C., mentre l'ipotesi più diffusa nella comunità scientifica la faceva risalire al IV secolo.

### Nascita dell'artetanbo
Nel 1993 i cittadini di Inakadate ebbero l'idea di rilanciare l'economia del proprio villaggio, caduto in declino a causa dell'invecchiamento della popolazione. Successive indagini archeologiche avevano poi scoperto che il riso era stato coltivato nel loro territorio già da oltre 2000 anni, cosicché gli abitanti decisero di valorizzare la propria tradizione risicola, organizzando visite guidate al loro villaggio durante le quali misero in mostra le loro conoscenze ancestrali nella produzione del riso. Nel corso del tempo, i visitatori annuali giunti a Inakadate per assistere alla piantagione di riso (fatta a mano ogni primavera) e al raccolto autunnale del riso sono passati da qualche centinaio a più di mille. Incoraggiati da questo modesto successo, i dipendenti comunali allestirono una risaia dietro al municipio, mettendo a dimora tre diverse varietà di piantine di riso con tre colori diversi in modo da rappresentare il Monte Iwaki, un vulcano della zona noto anche come Tsugaru Fuji, e lo slogan "Inakadate, un villaggio di coltivazione del riso". Il disegno originario, realizzato da alcune decine di volontari, occupava inizialmente una superficie di 2.500 metri quadrati e l'idea di realizzare una tale "immagine vegetale" nacque nella mente del signor Hanada, dipendente dell'ufficio del sindaco incaricato di trovare nuove idee per sviluppare il turismo nel villaggio, osservando gli alunni della scuola locale che, lavoravano ad progetto di classe sulla coltivazione del riso, rimase incuriosito dal fatto che i ragazzi avevano mescolato piante di due colori diversi (verde chiaro e viola scuro) nelle loro sperimentazioni.
Nel 2002, in occasione del decimo anniversario dell'iniziativa, gli abitanti del villaggio di Inakadate chiesero all'emittente televisiva nazionale NHK di presentare il loro progetto durante la trasmissione Sen-ri no chikara: per l'occasione venne creata un'immagine molto più grande (15.000 m²) che rappresentava due spighe di riso che simbolicamente formavano il monte Iwaki sotto un cielo da cui emergeva un disco lunare verde. Così nacque l'arte tanbo e da allora, ogni anno, viene realizzata e presentata al pubblico una creazione originale.
Nel 2003 venne realizzata la riproduzione della Gioconda, celebre dipinto del pittore italiano Leonardo da Vinci, mentre negli anni successivi gli abitanti del villaggio migliorarono la loro tecnica, rendendo il loro lavoro più complesso e introducendo effetti prospettici e nuove varietà di riso. Nel 2007, la rappresentazione de La grande onda di Kanagawa attirò oltre 240.000 visitatori provenienti da tutto il Giappone. Nel 2011 venne introdotto l'utilizzo del computer per realizzare disegni ancora più complessi e precisi. Nel 2013 venne inaugurata una nuova stazione ferroviaria per facilitare ai turisti l'accesso ai vari eventi culturali legati all'iniziativa: la stazione di Tanboāto, situata a circa 500 metri dalla stazione di Inakadate, sulla linea Kōnan, è operativa solo da aprile a novembre di ogni anno.
Per consentire la visione dell'intera immagine, venne eretta presso il municipio del villaggio una torre alta 22 metri. Grazie a tale iniziativa, nel 2006 vi sono stati oltre 200.000 visitatori nel villaggio.
Un'altra torre di osservazione è stata costruita presso la michi no eki di Inakadate, soprannominata Yayoi no sato (villaggio storico del periodo Yayoi).
Entrambi i punti di osservazione sono a pagamento, con un servizio di autobus navetta. Nel mese di agosto 2015 è stata installata una telecamera per trasmettere in streaming la crescita del riso, e nello stesso anno la risaia è stata ripresa anche da Google Street View. L'edizione invernale del 2016 si è svolta sotto la supervisione di Simon Beck.
Diversi altri villaggi giapponesi, come Yonezawa (prefettura di Yamagata), hanno iniziato a copiare l'idea originaria di Inakadate, creando la propria arte tanbo. Fra questi, uno dei più significativi è quello che viene realizzato a Kakuda, nella Prefettura di Miyagi. Dal 2020 uno dei soggetti è il due volte campione olimpico Yuzuru Hanyū, nato nel Tohoku e da sempre attivo per la ricostruzione dopo il terremoto del 2011 che ha devastato la regione. Nel 2021 l'accesso al punto di osservazione, limitato ai soli giapponesi a causa delle restrizioni legate al COVID-19, ha fatto registrare la presenza di 30.000 persone.

### Artetanboa Inakadate

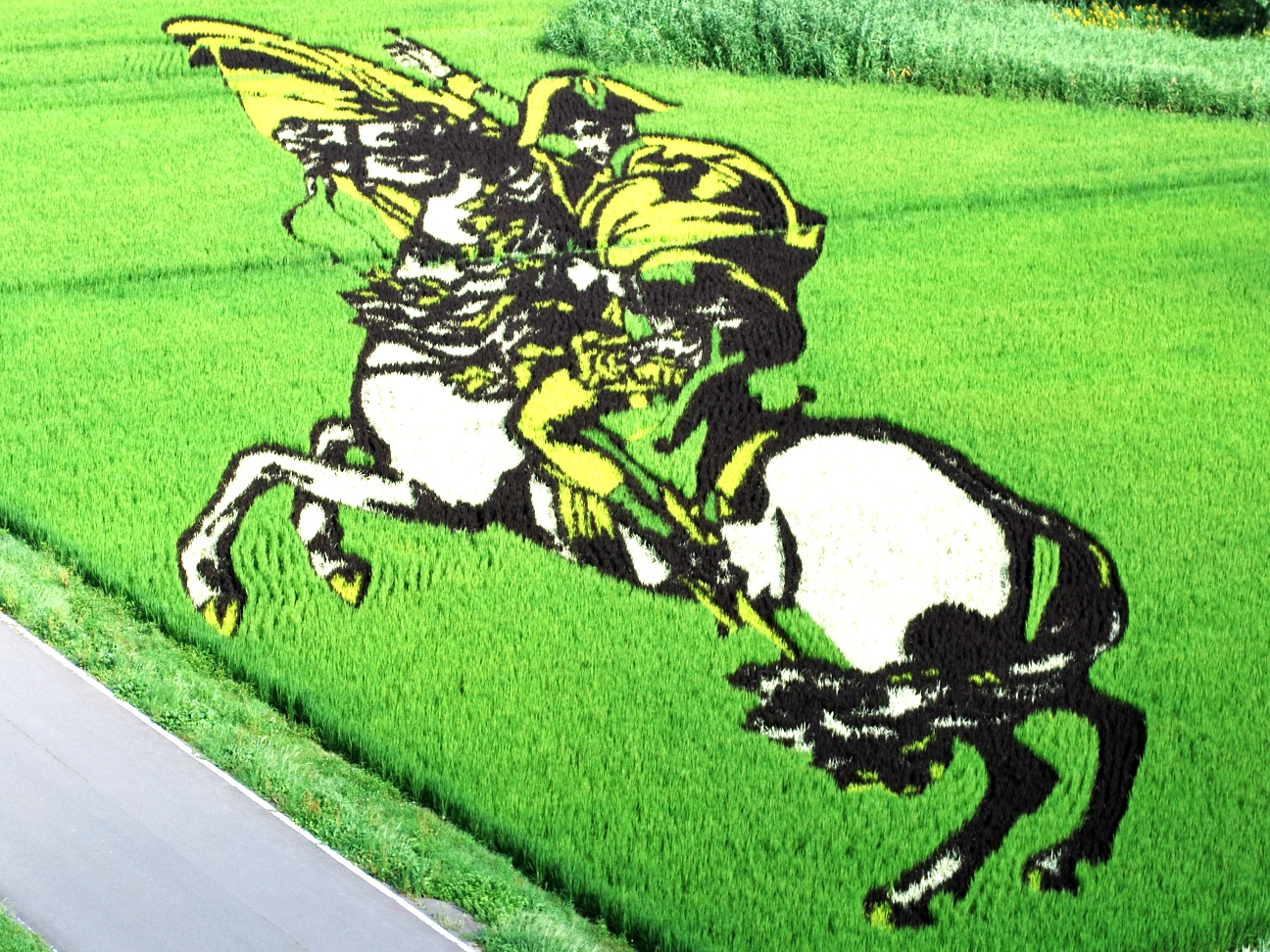
Napoleone (2009)

Per i primi nove anni, gli agricoltori crearono un'immagine semplice del Monte Iwaki, per poi passare ad immagini molto più complesse.
Nelle successive edizioni dell'iniziativa gli abitanti di Inakadate hanno create le seguenti immagini:
- 2003 – La Gioconda di Leonardo da Vinci;
- 2004 – Shikō Munakata – "Two Bodhisattvas and Ten Great Disciples of Shakamuni Buddha" and "Queen Mountain God"
- 2005 – Sharaku – "Otani Oniji", Utamaro – "Antologia di poemi: capitolo sull'amore"
- 2006 – Tawaraya Sōtatsu – "Fujin e Raijin"
- 2007 – Hokusai – dalle Trentasei vedute del Monte Fuji: "La grande onda di Kanagawa" e "Vento del sud, cielo limpido"
- 2008 – Ebisu, Daikokuten
- 2009 – Comandanti militari Sengoku, Napoleone Bonaparte
- 2012 - Kano Hogai - "Hibo Kannon ('Kannon the Merciful Mother') e Acala": le Sette divinità della fortuna
- 2013 - Geisha e Marilyn Monroe, Ultraman
- 2015 - Via col vento, Guerre stellari[8]
- 2016 - Shin Godzilla,[16] Ishida Mitsunari e Sanada Masayuki dal dramma “Sanadamaru” del 2016 trasmesso da NHK[8]
- 2017 - Yamata no Orochi contro Susanoo-no-mikoto, Momotarō[8]

## Realizzazione dell'opera
Nel mesi di aprile di ogni anno, gli abitanti del villaggio si incontrano e decidono cosa piantare per la stagione agraria. Prima di piantare, gli agricoltori abbozzano i disegni al computer per capire dove e come piantare il riso. Nel 2007, oltre 700 persone hanno aiutato a piantare il riso. A Inakadate, i campi utilizzati sono estesi per circa 15.000 metri quadrati. Gli accordi tra proprietari terrieri hanno permesso di creare immagini più grandi.

## Controversie
Nel 2008 venne ipotizzato di includere nella parte inferiore del campo i loghi della compagnia aerea Japan Airlines e del quotidiano locale To-o Nippo, dietro compenso di 2 milioni di yen. I membri dell'organizzazione e dei proprietari terrieri locali, insieme all' ex sindaco, hanno protestato affermando che il terreno non sarebbe stato affittato a partire dall'anno successivo, se il progetto di esporre i loghi pubblicitari non fosse stato abbandonato. Il gruppo di rivitalizzazione del villaggio deliberò allora di non includere gli annunci pubblicitari, e le relative piantine vennero rimosse.